# Avraham Stern
Avraham Stern, hebreiska אברהם שטרן, alias Yair, född 23 december 1907 i Suwałki, dåvarande Kejsardömet Ryssland, död 12 februari 1942 i Tel Aviv, var grundare och ledare av den sionistiska terrororganisationen LEHI eller Sternligan, verksam i Brittiska Palestinamandatet.

## Biografi
Vid 18 års ålder (1925) emigrerade Stern till Palestina som då var ett brittiskt mandat. Han studerade, så småningom, klassiska språk vid det hebreiska universitetet vid Scopus i Jerusalem.
År 1940 bildade Stern LEHI efter en utbrytning ur Irgun eftersom han inte ville samarbeta med britterna. Irgun hade tidigare beslutat att förena sig med Storbritannien i kampen mot nazisterna. Stern motsatte sig att judarna samarbetade med engelsmännen och menade att bara ett fortsatt motstånd mot imperialisterna skulle kunna leda till ett oberoende Israel.
I januari 1941 försökte Stern att komma överens med nazisterna om att judar skulle ställa sig till den tyska krigsmaktens förfogande, för att ta en aktiv del i andra världskriget på Nazitysklands sida; detta i utbyte mot att judar skulle hjälpas att emigrera till Israel.
Stern sköts ihjäl i samband med att brittisk polis grep honom i Tel Aviv.